# Checkers de Columbus
Les Checkers de Columbus sont une franchise de hockey sur glace ayant évolué dans la Ligue internationale de hockey.

## Historique
L'équipe a été créée en 1966 à Columbus en Ohio et évolua dans la LIH durant quatre saisons avant de cesser son activité en 1970 en raison du faible taux d'assistance.
Les droits de l'équipe furent vendus et, en 1971, l'équipe revient à la LIH sous le nom des Golden Seals de Columbus.

### Saisons en LIH
Note : PJ : parties jouées, V : victoires, D : défaites, N : matchs nuls, DP : défaite en prolongation, DF : défaite en fusillade, Pts : Points, BP : buts pour, BC : buts contre, Pun : minutes de pénalité
| Saison    | PJ | V  | D  | N  | Pts | Classement             | Séries éliminatoires | Entraîneur     |
| --------- | -- | -- | -- | -- | --- | ---------------------- | -------------------- | -------------- |
| 1966-1967 | 72 | 23 | 48 | 1  | 47  | 7e rang LIH            | Hors des séries      | n/d            |
| 1967-1968 | 72 | 32 | 30 | 10 | 74  | 3e rang LIH            | défaite en 1re ronde | n/d            |
| 1968-1969 | 72 | 26 | 37 | 9  | 61  | 6e rang LIH            | défaite en 1re ronde | Moe Bartoli    |
| 1969-1970 | 72 | 24 | 36 | 12 | 60  | 4e place, division Sud | Hors des séries      | Moe Mantha Sr. |